# 殘疾人射箭
殘疾人射箭是殘疾人奧林匹克運動會的其中一個項目之一，無論是比賽型式一或是規則都似正常的射箭運動。

## 規則
這項早於1960年羅馬殘運會已存在的項目，參賽運動員必定是要在肢體上出現殘疾，而運動員會被以上下肢和軀幹的功能進行分級，站姿的稱之爲arst級，另外的坐姿組分爲arw1級與arw2級。
在賽事中，只設一個70米靶，並分為男子個人、女子個人、男子團體與女子團體賽組，又分為站姿與坐姿組。在團體賽中共要派出3位運動員作賽，隊中必定要有1位是屬於坐姿運動員。
與正常的射箭，殘疾人射箭有一部份特殊的規則，如運動員在發射的時候，持弓臂不可以支撐輪椅的任何部位、坐姿組運動員腳不得接觸地面、輪椅射手可以停留在起射線上穩定發射、坐姿組運動員的輪椅四個輪子分跨在起射線上，而站姿運動員兩腿要分跨起射線，後腳不得觸線，但准予兩腳同時間踏線，又規定運動員射完箭後，站姿運動員需立即攜帶器械退到限制線後，但坐姿運動員可以在起射線上等候下一組的發射。最後是坐姿運動員不可以使用厚度超於15釐米的坐墊，或是外加厚度超過13毫米的支撐板，而支撐板的厚度是不超過5釐米的背墊。
在殘運會射箭賽事中，比賽場賽必要為坐姿運動員供應可以自行入場的通道和候射區、起射線等設施。除此之外，每名運動員都會有一個最少有1.3米的活動空間，在個人賽的箭道上，寬度要至少2.6米、團體賽為至少3.9米寬。

## 外部連結
- 世界射箭總會官網 （英文）